# 회정
"회정"(懷情)은 한국에서 제작된 신경균 감독의 1960년 영화이다. 김동원 등이 주연으로 출연하였고 최우동 등이 제작에 참여하였다.

## 출연

### 주연
- 김동원
- 이민자
- 김신재
- 최삼

## 기타
- 조명: 김영달
- 녹음: 이경순
- 미술: 이봉선